# Pino Zimba
Pino Zimba, pseudonimo di Giuseppe Mighali (Aradeo, 18 luglio 1952 – 13 febbraio 2008), è stato un musicista e attore italiano.
Tra i personaggi più popolari e apprezzati della tradizione popolare salentina della pizzica-tarantata, era un tamburellista di tradizione ed innovazione, voce ed animatore della pizzica. Ha collaborato anche a numerose edizioni della Notte della Taranta a Melpignano, nella Grecìa Salentina.

## Biografia
Nato in una famiglia contadina da sempre vicina alla musica di tradizione (il padre Francesco Mighali, "morsicato" dalla taranta, era anch'egli un tamburellista), ha potuto attingere direttamente dalla memoria viva della pizzica tecniche, parole, ritmica, movenze e visioni del mondo di una cultura ancestrale.
Protagonista ed ispiratore del film Sangue vivo di Edoardo Winspeare (2000), che racconta in molti tratti episodi della sua vera vita, assieme agli altri componenti del gruppo Officina Zoè ha oltrepassato i confini del Salento e della stessa musica popolare italiana, raggiungendo una notorietà internazionale. Oltre a Sangue vivo ha partecipato anche agli altri film di Winspeare, Pizzicata e Il miracolo, e fa una piccola ultima apparizione in Galantuomini.
È già del 1996 la partecipazione all'opera prima di Edoardo Winspeare, Pizzicata. Nel 2003 è ne Il miracolo il malato in fin di vita salvato dal giovane protagonista. In uscita infine nell'aprile 2008 I Galantuomini, in cui interpreta la parte di un commercialista e collabora alla colonna sonora.
Nel 2005 partecipa a "Craj - Domani" di Davide Marengo, film documentario sulla musica popolare pugliese con Teresa De Sio, Giovanni Lindo Ferretti, i Cantori di Carpino, Uccio Aloisi e Matteo Salvatore.
Nel 2006 pubblica per Kurumuny edizioni, ZIMBA - voci, suoni, ritmi di Aradeo, libro con allegato un Cd contenente 23 canti registrati fra il 1976 ed il 1978, che raccoglie la storia della famiglia Zimba.
Maestro del ritmo nell'uso del tamburo, gli si devono molte innovazioni nell'articolazione delle terzine. Trascinante animatore di concerti e serate, ha raccolto ed unificato nel suo pubblico anime diverse per generazione, radici culturali e geografiche. Particolare la sua attenzione verso i giovani, manifestatasi costantemente con la disponibilità ad insegnare, confrontare, sperimentare insieme, tecniche e tonalità.
Negli ultimi anni ha riunito i suoi figli ed alcuni giovanissimi musicisti nel gruppo Zimbaria.
È morto il 13 febbraio 2008 a causa di una grave malattia. Al suo funerale, ad Aradeo, moltissime persone hanno partecipato con i loro tamburelli, accompagnando il feretro fra la folla al ritmo della pizzica.
L'edizione 2008 della Notte della Taranta, è stata dedicata alla sua memoria.